# 2-step garage
Sous-genres
Dubstep, future garage
Genres dérivés
Breakstep, grime
Genres associés
Dubstep, UK funky
Le 2-step garage, ou simplement 2-step, est un genre musical typiquement britannique de dance. Considéré comme un sous-genre (relativement populaire) du UK garage, elle puise ses influences de ce dernier ainsi que de la drum and bass et du RnB contemporain. Artful Dodger ou MJ Cole sont par exemple des groupes ou artistes de 2-step.

## Caractéristiques
L'une des principales caractéristiques attribuées au son 2-step — le terme étant utilisé pour décrire « une rubrique générale de tous les genres de rythmes nerveux ou irréguliers non conformes à la musique garage traditionnelle en 4/4 » — est que le rythme ne comporte pas, au niveau du kick, le motif habituel trouvé dans la plupart des styles de musiques électroniques en 4/4.
Une partie de batterie typique dans un morceau de 2-step utilise le « kick » de la batterie avec un rythme s'apparentant au swing ou l'usage de triolets appliqués sur les autres éléments de percussion, ce qui résulte en un beat fondamentalement différent de ce qu'on peut écouter dans la house ou la techno. Et bien que ce genre de beats soient perçus comme bien plus lents que les rythmes 4/4 traditionnels, l'intérêt de l'auditeur est maintenu par, par exemple, des placements de caisse claire inhabituels ou des accents sur les parties de batterie. Ou bien l'utilisation de « rimshots » appliqués de façon éparse ou de wood-blocks, ainsi que de lignes de basse syncopées et d'autres instruments utilisés pour les possibilités qu'ils offrent en termes de percussions.
Selon Simon Reynolds, le two-step transforme le garage en une sorte de jungle au ralenti, avec des moments où le rythme semble faire une pause, s'arrêter et retenir son souffle. Expliqué simplement, il s'agit de retirer tous les deuxièmes ou quatrièmes kicks du tempo en quatre temps, ce qui crée une sensation de flottement et de vacillement. Le two-step a en fait supprimé la sensation de vitesse du speed garage, parce qu'en supprimant deux coups de pied sur quatre, on perd cette énergie constante.
L'instrumentation inclut habituellement le clavier, le synthétiseur et une boîte à rythmes. D'autres instruments utilisés en guise de variation musicale incluent la guitare, le piano et le cor. La ligne de basse accompagnant une musique 2-step est similaire aux prédécesseurs du style comme le UK garage et avant ça, le drum and bass et la jungle, mais quelques éléments sonores de funk et de soul y sont également ajoutés. Le chant dans une musique 2-step garage est habituellement féminine, et similaire à celle utilisée dans la musique house ou le RnB contemporain,. Certains producteurs 2-step font également usage du traitement sonore et de chants a cappella édités qu'ils ajoutent à leurs chansons. Comme pour la plupart des autres genres dérivés du UK garage, des MC jouent un rôle, en particulier lors de performances en live, dans le style oldschool jungle.
Des éléments de hip-hop et de drum and bass, en particulier les sous-genres hardstep et techstep sont également cités par la presse spécialisée.

## Histoire

### Origines
À la fin des années 1990, le 2-step gagne en popularité grâce à des chaînes de radio pirate londoniennes orientées jungle et garage, sans doute en réaction au développement de genres contemporains comme le speed garage. Les premières émissions de 2-step étant souvent diffusées à des "moments calmes du week-end" tels que le samedi matin ou le dimanche après-midi.

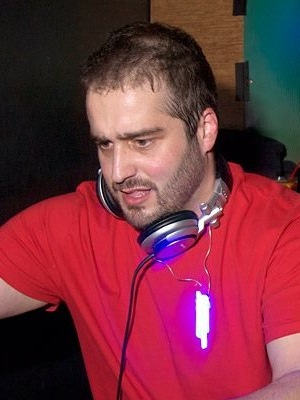
Todd Edwards

Les disc jockeys mêlent des productions UK garage à ceux des producteurs de house américaine et de US garage comme Masters at Work et Todd Edwards, accélérant ces derniers à 130 BPM afin d'en synchroniser le rythme. Les DJs privilégient les versions instrumentales (ou dub) de ces chansons, car elles peuvent être jouées plus rapidement sans risque de déformer les parties vocales. Par la suite, les producteurs britanniques commencent à imiter ces sons rapides dans leurs propres chansons.
Selon Simon Reynolds, le UK Garage s'est formé autour d'un désir féminin. Un facteur clé de l'émergence de la scène a été la défection en masse des femmes des dancefloor de Jungle, lassées par le bombardement mélodique et vocal du techstep. Le two-step Garage entretient avec la jungle la même relation que le lovers rock avec le reggae : c'est le pendant féminisé d'un genre masculin. Comme le two-step, le lovers rock est un hybride britannique de soul américaine soyeuse et de rythme jamaïcain qui a restauré les aigus dans le spectre de fréquences riche en basses et remplacé la spiritualité militante par le désir romantique.

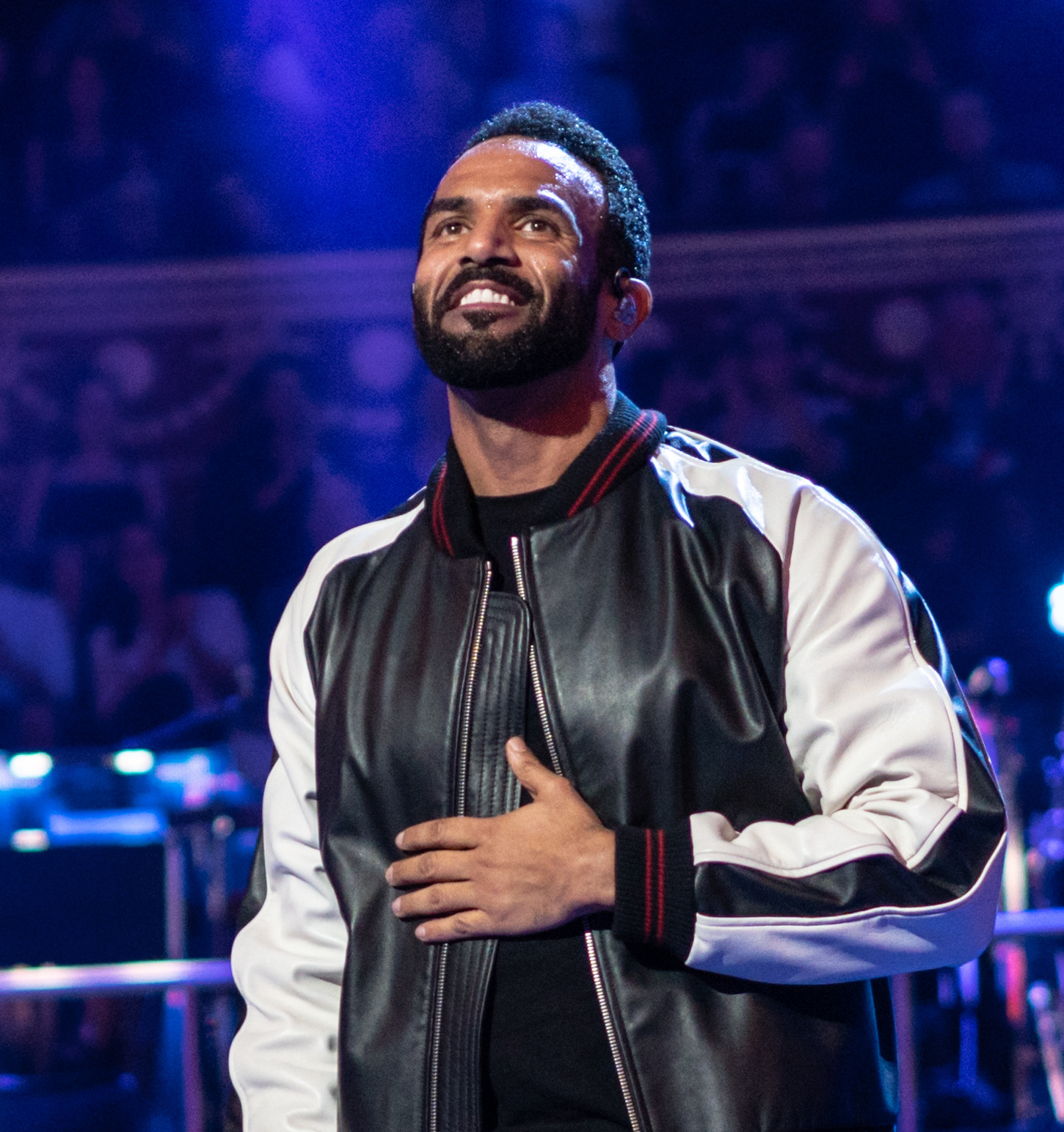
Craig David

Entre 1999 et 2001, le succès commercial du 2-step a atteint son apogée. Certains critiques ont fait remarquer que les organisateurs de soirées préféraient les événements 2-step aux soirées sur le thème de la jungle, de la drum and bass ou d'autres précurseurs musicaux parce que les soirées 2-step attiraient plus de femmes et une foule moins agressive. Tout comme la drum and bass avant elle, le 2-step a commencé à susciter un intérêt croisé, avec une collaboration entre le producteur 2-step Artful Dodger et le chanteur R&B Craig David qui a atteint la deuxième place du UK Singles Chart à la fin de 1999 avec la chanson "Re-Rewind". Le groupe DJ Pied Piper and the Masters of Ceremonies a été numéro un avec la chanson "Do You Really Like It ? en juin 2001

#### Two-Step et RNB Américain
Les techniques vocales du two-step font écho à celles du R&B américain, dont les producteurs traitent depuis longtemps les voix numériquement pour les rendre encore plus mélodieuses et ultra-douces. À la fin des années 90, les morceaux de R&B américain étaient régulièrement remixés en version two-step. Quelques exemples avec la transformation par The Dreem Teem de "My Desire" d'Amira, le remix de First Steps du morceau "Telefunkin'" des britanniques N-Tyce.
Parallèlement à ces remixes officiels, il y a eu une vague de bootlegs d'hymnes R&B comme "Freak 'N You" de Jodeci. En 1999, le remix non officiel two-step d'Architechs de "The Boy Is Mine" de Brandy & Monica est un succès pirate très populaire. Aaliyah et son morceau "One In A Million", produit par Timbaland, a été très largement revisité, avec en exemple le titre "Stone Cold" de Groove Chronicles, qui échantillonne une poignée de phrases le long du morceau.

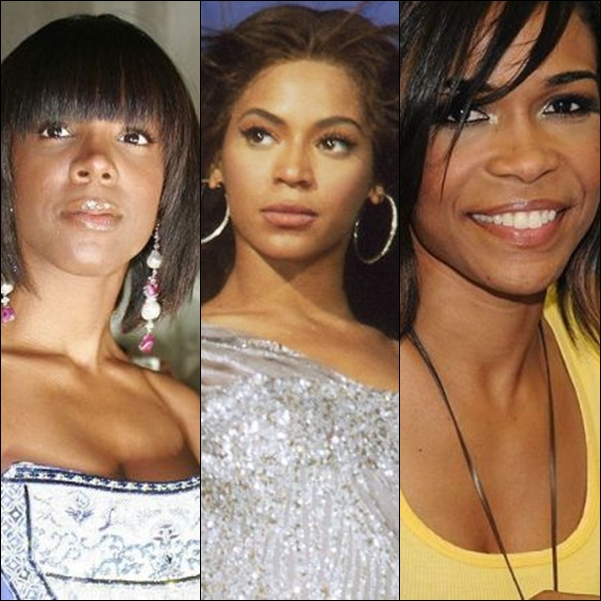
Destiny's Child

Le morceau Say My Name de Destiny's Child, produit par Darkchild, a été composé après le passage du producteur en Angleterre en 1998. Présent pour la tournée des Spice Girls, il est réparti aux États-Unis avec un CD remplis de productions 2-step, ce qui l'a influencé pour la production du morceau des Destiny's Child

### Déclin
Depuis 2000, le genre 2-step commence à décliner, mais certains albums expérimentaux du genre d'artistes comme Horsepower Productions, Zed Bias, Wookie et Steve Gurley, s'inspirent plus significativement du genre R'n'B. Ce style emprunte plusieurs noms comme « dark 2-step », « new dark swing » et le te terme plus général de « dark garage ». Ce style inspire majoritairement d'autres genres émergents de UK garage comme la musique grime, et devient un précurseur direct du dubstep, qui se base sur la nature instrumentale des dernières compositions 2-step,,,. En 2006, ce style plus expérimental connaît un regain de popularité, notamment avec la publication de la compilation Roots of Dubstep.

## France

### Rap Français
Le morceau 9 Milli du rappeur Kekra, produit par les Picard Brothers et l'un des plus grands succès du rap français sur fond de 2-Step, considéré comme un classique de la discographie de Kekra. Les Picards Brothers citent Prince de La Ville de 113 comme l'influence majeure pour ce morceau. Le journaliste Étienne Menu remarque qu'un changement thématique a lieu dans ce morceau, le two-step qui parle habituellement de désir romantique et d'émotion retrouve ici les codes du rap français. Kekra parle d'arme, de battre ses ennemis, d'antagonisme.

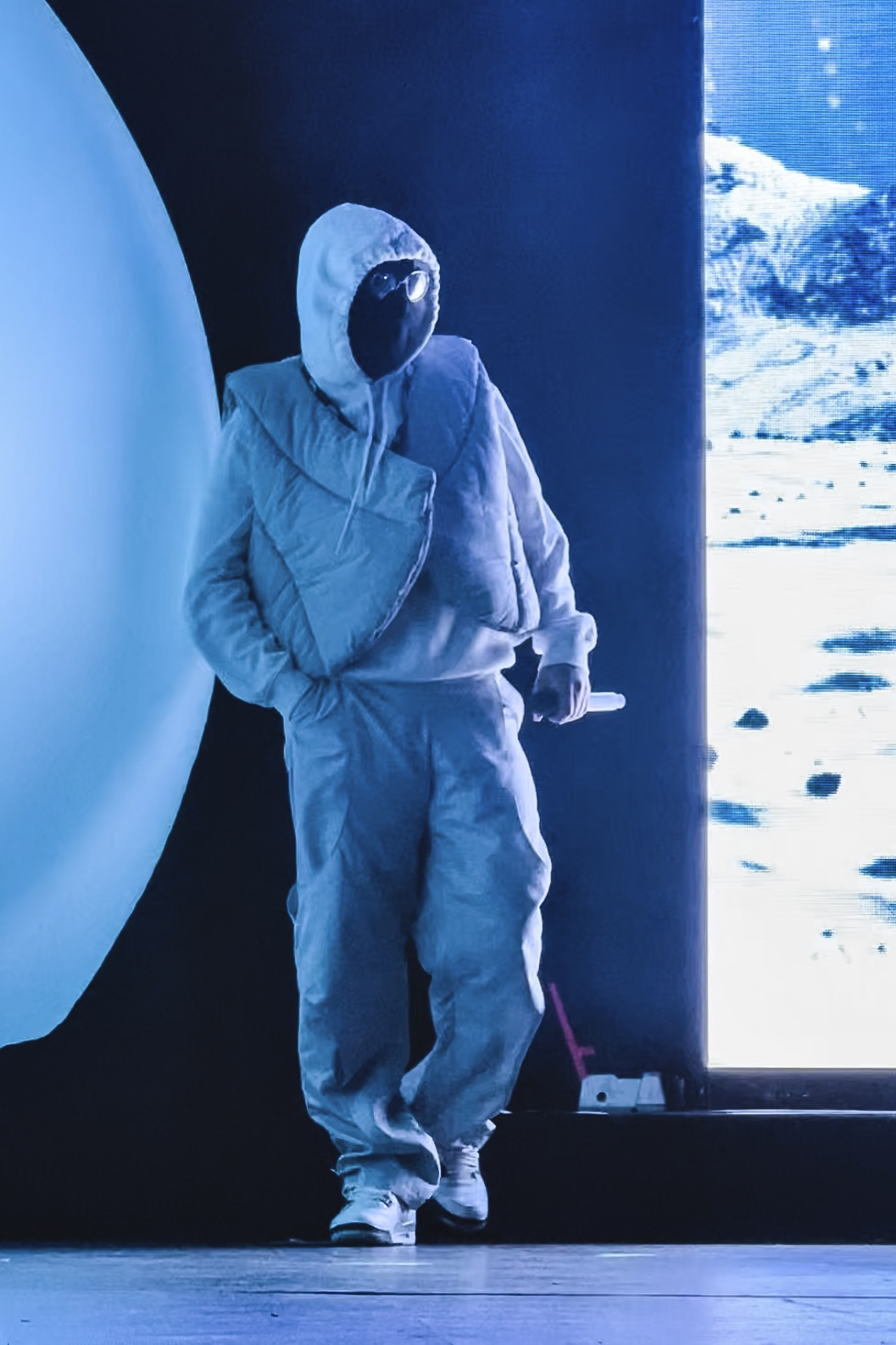
Kekra

Son album suivant, Vréel 3 compte 4 titres 2-step. Malgré quelques succès, la vague 2-Step menée par Kekra ne parvient pas à démocratiser le genre dans le rap français. La même année, le rappeur Orelsan adopte le 2-Step sur les titres San, Dans Ma Ville, on Traine et Zone issus de son album La Fête est finie, ainsi que sur deux autres morceaux de sa réédition sortie l’année suivante. Il invite même Dizzee Rascal, figure emblématique de la grime londonienne, musique proche du 2-step garage.
Dans la foulée, quelques artistes français vont s'intéresser aux two-step, comme Damso avec Aux Paradis, ou Ziak avec Badman Trip, qui inspirera à Di-Meh et l'équipe de Légendes Industries (Pandrezz, Ronare, Kronomuzik), le titre Flow Externe,.